# Robinho

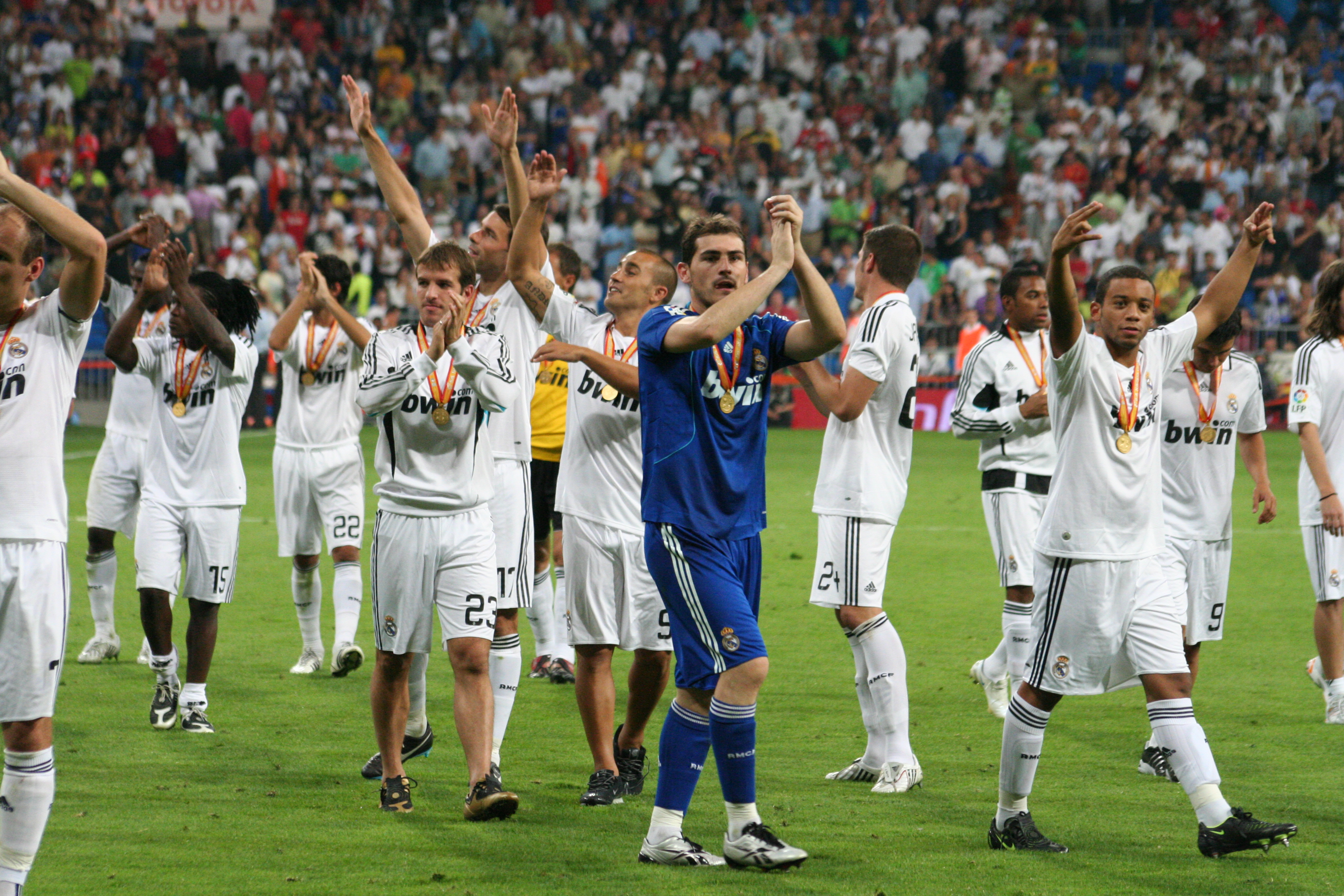
Robinho (höger) firar efter vinst mot Valencia CF med 2–1 i Supercopa de España.

Robinho, artistnamn för Robson de Souza, född 25 januari 1984 i São Vicente, São Paulo, är en brasiliansk före detta fotbollsspelare. Han gjorde  100 landskamper för det brasilianska landslaget. Bland Robinhos största kvalitéer brukar nämnas hans uppfattning för spelet, hans snabbhet och hans teknik, kallad pedalada. Hans förebild är landsmannen Ronaldo.

## Biografi
Robinho föddes i Parque Bitaru, ett fattigt kvarter i São Vicente nära Santos, där han började spela fotboll vid tidig ålder. När han var sex år gammal flyttade han till Beira-Mar SC, en lokal fotbollsakademi. Laget vann mästerskapet under hans första år med dem. En av hans lagkamrater var Marcelo, Robinhos senare lagkamrat i Real Madrid. Vid nio års ålder gjorde han 73 mål på en inomhussäsong. År 1993, när Robinho var åtta, spelade han för futsal-laget Associação Atlética dos Portuários. Han gick senare med i Santos ungdomsprogram som vid den tidpunkten övervakades han av den brasilianske legenden Pelé. År 2017 dömdes han i sin frånvaro till nio års fängelse av en italiensk domstol för en gruppvåldtäkt år 2013 på vid tiden för brottet en 22-årig kvinna. I mars 2024 dömdes Robinho till nio års fängelse för brottet av en brasiliansk specialdomstol bestående av elva av landets högsta domare. Domstolen beslutade att han skall sitta av straffet i Brasilien.

## Klubbkarriär

### Santos
År 2002, vid sjutton års ålder, skrev Robinho sitt första professionella kontrakt med Santos FC och debuterade för klubben i en 2–0-vinst över Guaraní i Rio-São Paulo-cupen. Han gjorde 24 framträdanden under sin debutsäsong och nio mål då Santos vann 2002 års Campeonato Brasileiro. Det var deras första titel på 18 år. Santos nådde även finalen i 2004 års Copa Libertadores men förlorade där mot Boca Juniors från Argentina.
Tack vare sin starka form hade han dragit till sig stor uppmärksamhet från många europeiska klubbar sommaren 2004, men Santos avböjde alla erbjudanden och Robinho stannade i klubben. Formen sjönk dock under säsongen 2004/2005 efter att hans mor, Marina da Silva Souza, kidnappats av beväpnade män i hennes hem i Praia Grande den 6 november. Hon släpptes dock oskadd sex veckor senare efter att en lösesumma betalats. Robinho gjorde bara fyra mål på åtta ligamatcher, trots detta fortsatte hans värde att öka och vid slutet av året fann Santos det svårt att behålla sin stjärnspelare. Slutligen, i juli 2005, värvades han av den spanska storklubben Real Madrid. Det var hans före detta tränare i Santos, Vanderlei Luxemburgo, som först öppnade dörren till Europa för Robinho genom att värva honom till Real Madrid, där han fick tröja nummer 10 och chansen att spela bredvid sin store idol Ronaldo. Real fick betala 240 miljoner till Santos, vilket utgjorde 60 procent av summan i uppköpsklausulen.

### Real Madrid

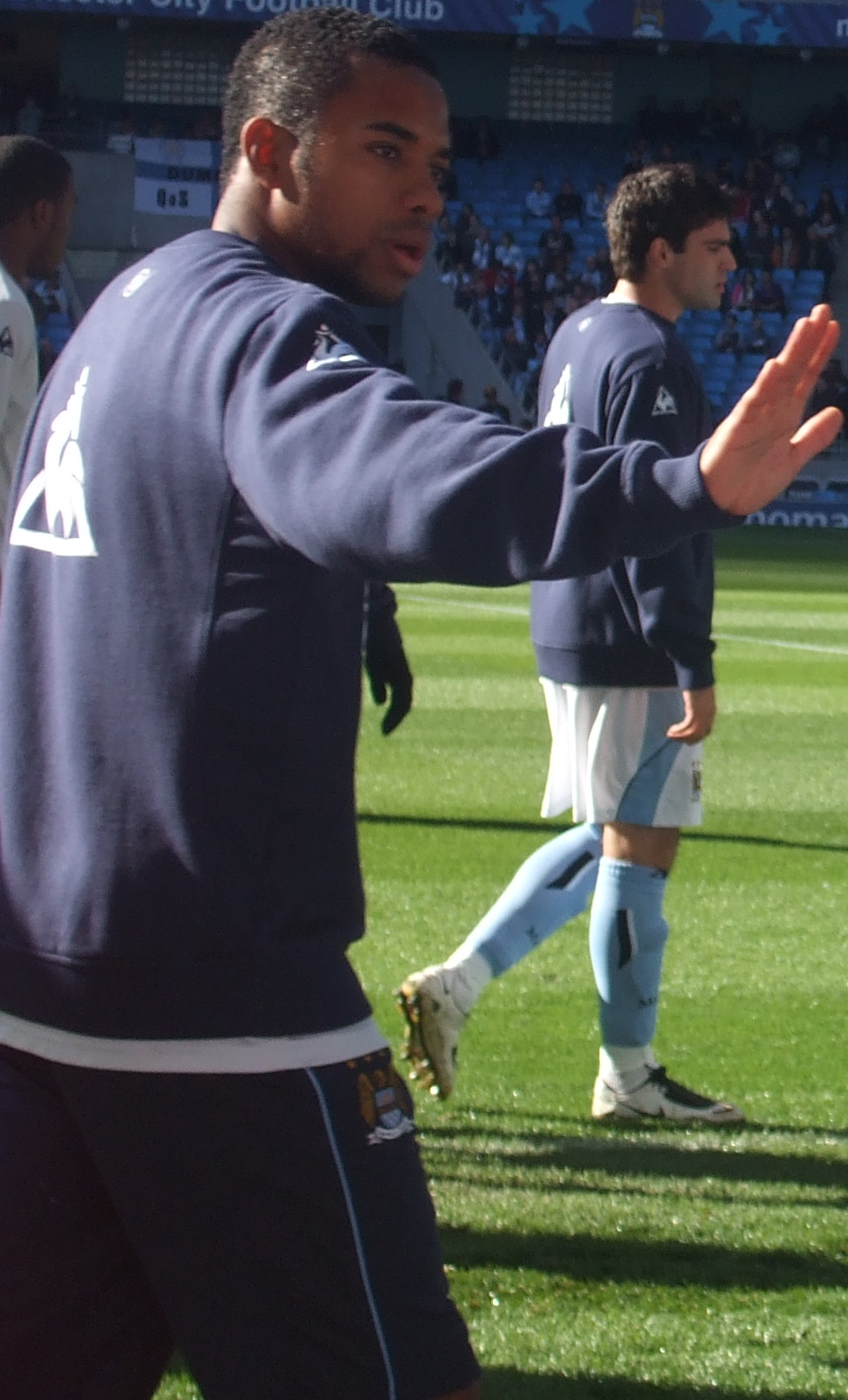
Robinho i träning inför matchen mot Liverpool.

Robinho spelade sin första La Liga-match den 28 augusti 2005 i en 2–1-vinst mot Cádiz CF. Han kom in i den 65:e matchminuten som avbytare för Thomas Gravesen. Sitt debutmål gjorde han mot Athletic Bilbao den 23 september 2005. Totalt gjorde han 8 mål på 37 framträdanden under sin första säsong i klubben och blev en absolut publikfavorit. Allteftersom han kom till Real övergick Robinho från anfallare till vänsterspelare.
Vid början av säsongen 2006/2007 fann Robinho sig utfryst av den nye tränaren Fabio Capello och fick därför tillbringa en stor del av säsongen på bänken. Efter vintern fick han dock plats i startelvan och gavs tillåtelse av FIFA att skippa en träning med det brasilianska landslaget inför Copa America så att han kunde spela i Madrids säsongsfinal mot Mallorca den 18 juni 2007, en match som de vann med 3–1, vilket betydde att de även vunnit sin trettionde ligatitel, den tredje titeln i Robinhos karriär. Han gjorde elva mål och fjorton assist för Madrid säsongen 2007/2008. Den 1 september 2008 meddelade klubbens president Ramón Calderón att han hotat avsluta Robinhos karriär för att tvinga honom att lämna klubben, och hävdade att anledningen till detta var "på grund av mänsklig indolens".

### Manchester City
Den 1 september 2008, timmar innan transferfönstret skulle stängas, köptes Robinho av Manchester City för en summa på 42,5 miljoner euro, motsvarande 380 miljoner kronor, ett nytt brittiskt transferrekord. Samma dag köptes klubben upp av det arabiska investeringsbolaget Abu Dhabi United Group. Robinho hade tidigare kopplats samman med Chelsea och hade även uttryckt sin önskan om att få spela för Londonklubben. Han sade senare att vännerna Jô och Elano övertygat honom om att gå till City istället. Han gjorde sin debut och sitt första Premier League-mål lördagen den 13 september 2008 i en 3–1-förlust mot just Chelsea. Den 26 oktober gjorde han ett hattrick mot Stoke City. Han gjorde sitt första europeiska cup-mål för City i en 3–2-vinst över holländska FC Twente i UEFA-cupens gruppspel den 6 november.
Den 27 oktober var han den mest produktive målgöraren i Premier League med sex mål på sex matcher.
Under andra halvan av säsongen 2009/2010 var Robinho utlånad till Santos.

### AC Milan
Den 31 augusti meddelade AC Milan att man hade skrivit ett fyraårskontrakt med Robinho. Milans vice-president Adriano Galliani uppgav att klubben betalat "18 miljoner euro plus bonusar" för att värva Robinho från Manchester City.

## Landslagskarriär
Robinho spelade sin första landskamp för Brasilien i en cupmatch mot Mexiko den 13 juli 2003. Brasilien förlorade matchen med 1–0. Sitt första mål i landslaget gjorde han den 9 februari 2005 mot Hongkong.
Han spelade fyra av Brasiliens fem matcher i VM 2006 som avbytare, då Ronaldo och Adriano var ordinarie anfallare. Han gjorde inga mål. Han var dock i toppform året därpå i Copa América 2007. Han hade nummer 11 på tröjan i turneringen, samma nummer som hans barndomshjälte Romário haft. Robinho gjorde alla Brasiliens fyra mål i gruppspelet; ett hattrick i en 3–0-vinst mot Chile och ett mål på straff i en 1–0-vinst över Ecuador. Hans sista två mål kom i kvartsfinalen mot Chile som Brasilien vann med hela 6–1. Robinho vann Guldskon och blev även turneringens bästa spelare.

## Meriter

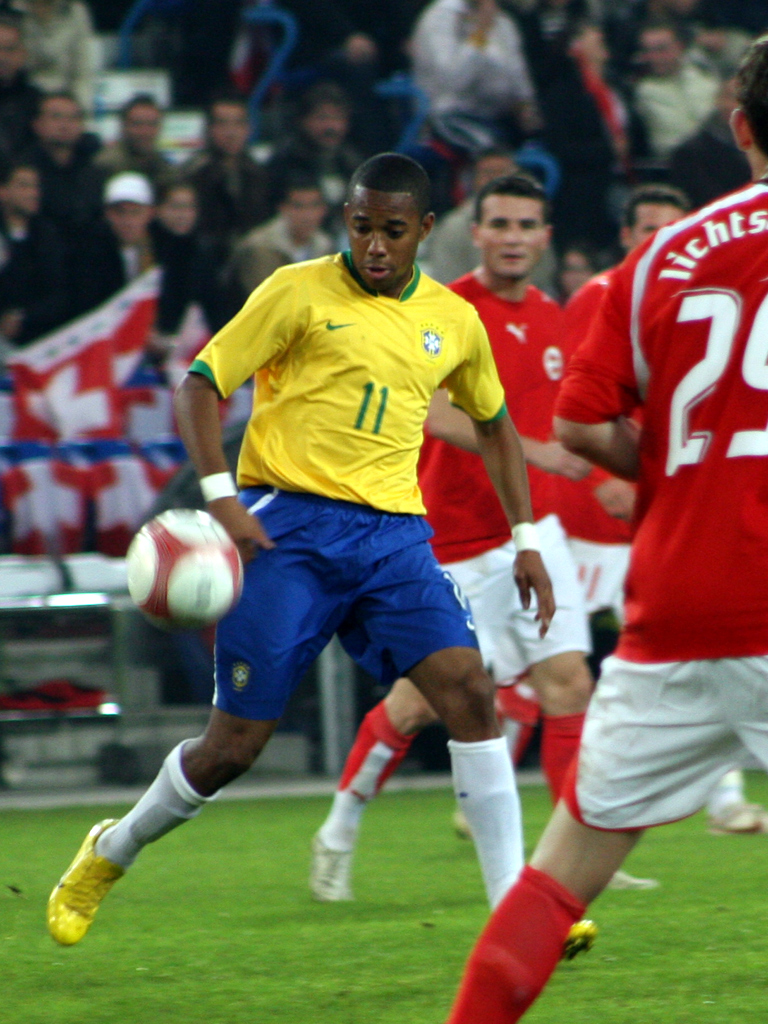
Robinho under en landskamp mot Schweiz på St. Jakob-Park i Basel.

### Santos
- Campeonato Brasileiro: 2002, 2004
- Campeonato Paulista: 2010, 2015
- Copa do Brasil: 2010

### Real Madrid
- La Liga: 2006/2007, 2007/2008
- Supercopa de España: 2008

### AC Milan
- Serie A: 2010/2011
- Italienska supercupen: 2011

### Guangzhou Evergrande
- Chinese Super League: 2015

### Atlético Mineiro
- Campeonato Mineiro: 2017

### Internationellt
- FIFA Confederations Cup: 2005, 2009
- Copa America: 2007
- Superclásico de las Américas: 2014